# Sélibaby
Sélibaby (arabisch سيلبابي) ist die Hauptstadt der Verwaltungseinheit Guidimaka im Süden des westafrikanischen Staats Mauretanien. Nordwestlich der Stadt liegt der Flugplatz Sélibaby.

## Bevölkerung
Die Bevölkerungszahl der Gemeinde lag 1977 bei 5.451 und 1988 bereits bei 11.530 Menschen und hat in den Jahren 2000 bis 2023 von 15.289 auf 44.966 Einwohner zugenommen. Der Hauptort selbst hat 40 975 Einwohner (2023).